# 3541 Graham
3541 Graham è un asteroide della fascia principale. Scoperto nel 1984, presenta un'orbita caratterizzata da un semiasse maggiore pari a 2,4589769 UA e da un'eccentricità di 0,1446135, inclinata di 4,00737° rispetto all'eclittica.